# Clinopodium nepeta
Clinopodium nepeta,   calaminta   es una especie planta fanerógama perenne, herbácea, nativa del norte de África (Argelia, Marruecos, Túnez); Asia templada:  oeste asiáico (Turquía), Cáucaso (Armenia, Azerbaiyán, Georgia, Rusia, Ciscaucasia, Daguestán); Europa: RU Inglaterra, Austria, Hungría, Suiza, Moldavia, Ucrania [incl. Crimea], Albania, Bulgaria; Grecia [incl. Creta]; Italia [incl. Cerdeña, Sicilia]; Yugoslavia, Francia [incl. Córcega]; España [incl. Baleares)

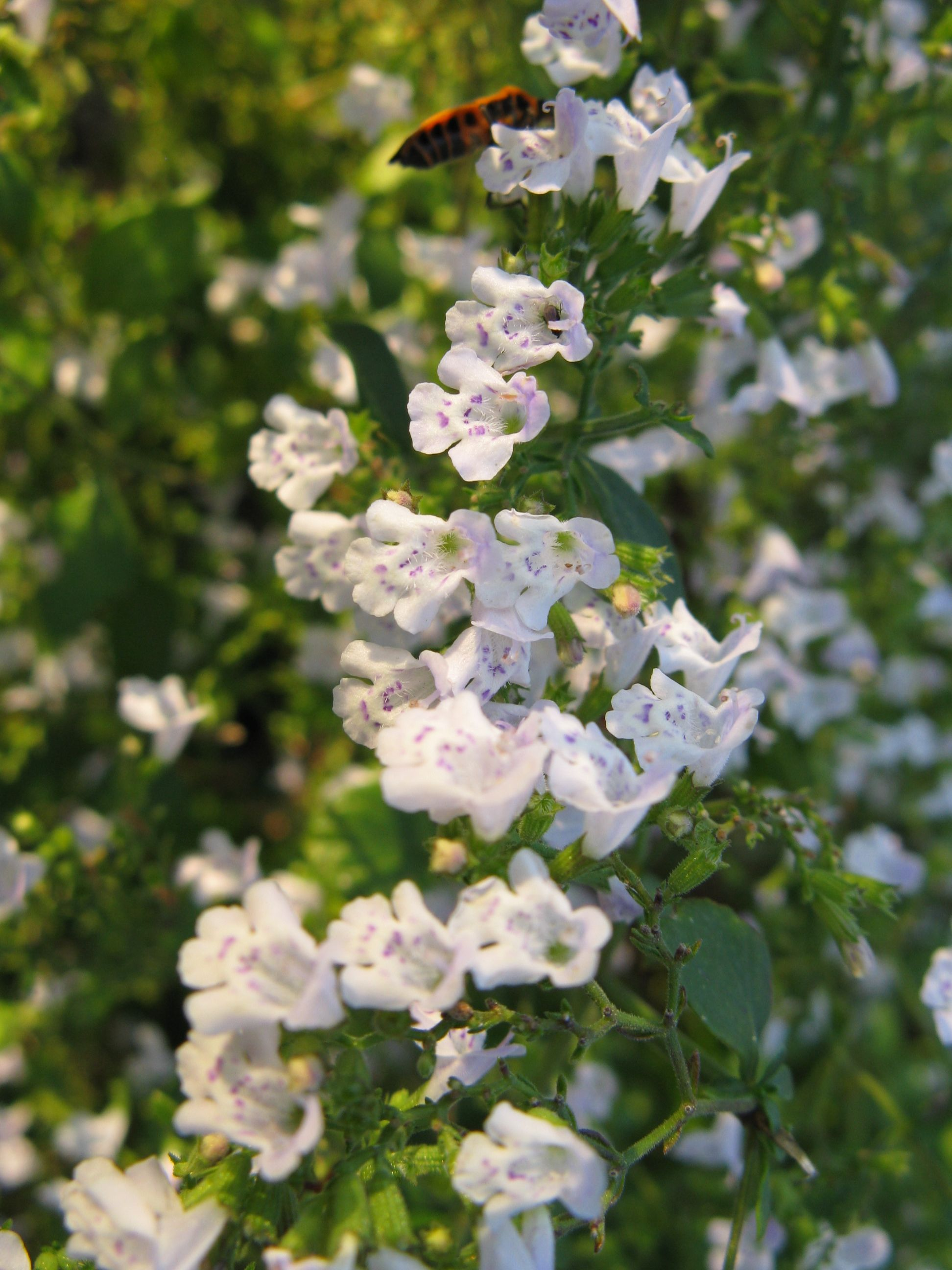
Flores

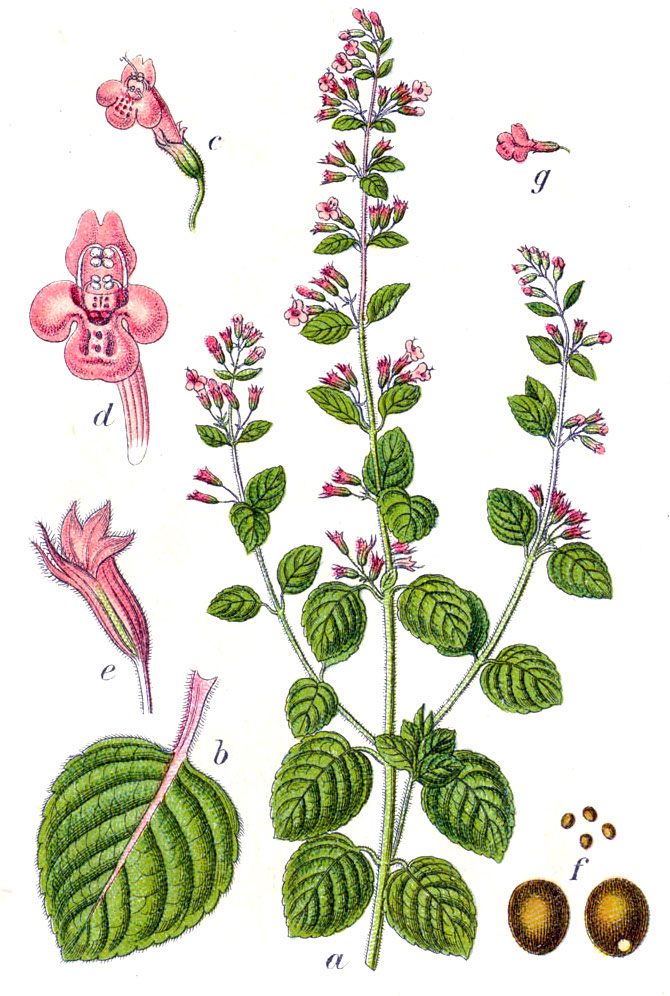
Ilustración

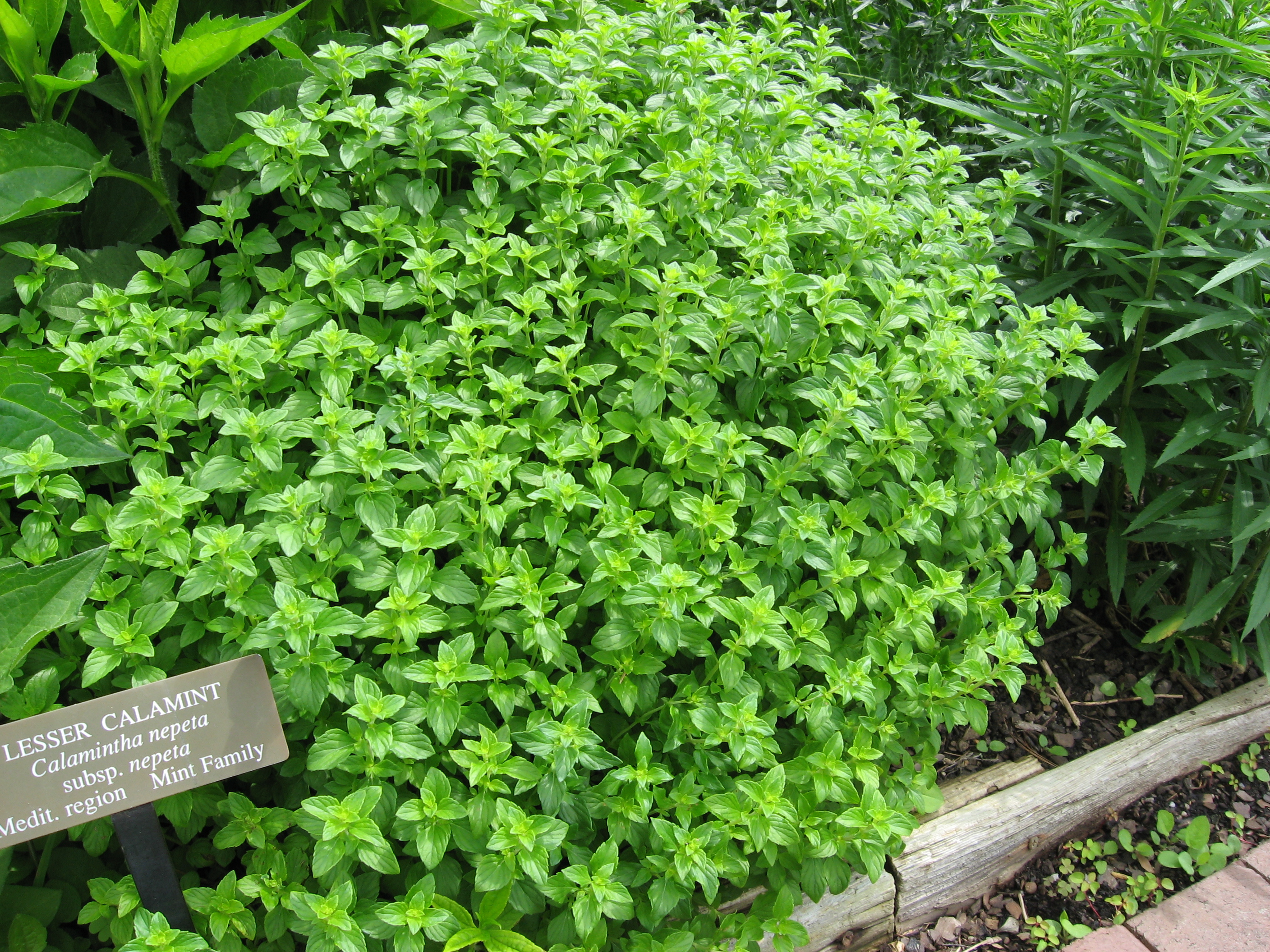
Vista de la planta

## Descripción
Tiene flores liláceas y aroma fuerte

## Usos
Planta ornamental, y medicinal alternativa. También tiene usos culinarios (Satureja Nepeta), en Galicia se usa para cocer las castañas, realzando el sabor de las mismas. Sus compuestos químicos son mentol, pulegona y piperitona. Archivado el 12 de diciembre de 2007 en Wayback Machine.

## Hábitat
Se encuentra en los bosques poco espesos, setos y ribazos, lugares incultos, al pie de muros, etc.

## Propiedades
Principios activos: La esencia contiene hasta el 57% de pulegona, l-mentona y l-alfa-pineno.
Indicaciones: es tónico, estomacal, sudorífico, carminativo, antiespasmódico, expectorante, astringente, emenagogo.
Tisana: Un pellizco de hojas en una taza de agua hirviendo.

## Taxonomía
Clinopodium nepeta fue descrita por (L.) Kuntze y publicado en Revisio Generum Plantarum 2: 515. 1891.
Variedad aceptada
- Clinopodium nepeta subsp. glandulosum (Req.) Govaerts

Sinonimia
- Acinos transsilvanica Schur
- Calamintha acinifolia Sennen
- Calamintha alboi Sennen
- Calamintha athonica Rchb.
- Calamintha barolesii Sennen
- Calamintha bonanovae Sennen
- Calamintha bonanovae Sennen & Pau
- Calamintha brevisepala Sennen
- Calamintha caballeroi Sennen & Pau
- Calamintha cacuminiglabra Sennen
- Calamintha cantabrica Sennen & Elias
- Calamintha dilatata Schrad.
- Calamintha dufourii Sennen
- Calamintha enriquei Sennen & Pau
- Calamintha eriocaulis Sennen
- Calamintha ferreri Sennen
- Calamintha gillesii Sennen
- Calamintha guillesii Sennen
- Calamintha josephi Sennen
- Calamintha largiflora Klokov
- Calamintha litardierei Sennen
- Calamintha longiracemosa Sennen
- Calamintha mollis Jord. ex Lamotte
- Calamintha nepeta (L.) Savi
- Calamintha nepetoides Jord.
- Calamintha obliqua Host
- Calamintha officinalis var. nepeta (L.) Rchb. & Rchb.f.
- Calamintha parviflora Lam.
- Calamintha peniciliata Sennen
- Calamintha rotundifolia Host
- Calamintha sennenii Cadevall
- Calamintha suavis Sennen
- Calamintha thessala Hausskn.
- Calamintha transsilvanica (Jáv.) Soó
- Calamintha trichotoma Moench
- Calamintha vulgaris Clairv.
- Clinopodium nepeta subsp. nepeta
- Faucibarba parviflora Dulac
- Melissa aetheos Benth.
- Melissa nepeta L.
- Melissa obtusifolia Pers.
- Melissa parviflora Salisb.
- Micromeria byzantina Walp.
- Micromeria canescens Walp.
- Satureja brauneana var. transsilvanica Jáv.
- Satureja calamintha var. mollis (Jord. ex Lamotte) Briq.
- Satureja calamintha var. nepeta (L.) Briq.
- Satureja calamintha subsp. nepeta (L.) Briq.
- Satureja calamintha var. nepetoides (Jord.) Briq.
- Satureja mollis (Jord. ex Lamotte) E.Perrier
- Satureja nepeta (L.) Scheele
- Satureja nepetoides (Jord.) Fritsch
- Thymus athonicus Bernh. ex Rchb.
- Thymus minor Trevir.
- Thymus nepeta (L.) Sm.[3]

## Nombre común
- nebeda,[4] nevada[4]
- Argentina: falsa peperina.
- España: calamento,[4] calaminta,[4] nauta de Canarias,[4] calaminta de montaña, calaminta menor.
- México: torongil[4]
- Italia: Mentuccia, nepitèlla, nepetèlla o nipitèlla.
- Francia: le calament, le calament népéta, la sariette népéta, le calament officinale (también para: Clenopodium menthifolium)
- Alemania: Kleinblütige Bergminze, Echte Bergminze, der Steinquendel, die Kölme
- Inglaterra (Reino Unido): lesser calamint